# Left Front
Die Left Front (englisch für Linksfront) ist ein indisches Parteienbündnis der Linken. 

## West Bengal Left Front
In Westbengalen sind folgende Parteien Teil der Left Front:
- Communist Party of India (Marxist) (CPI(M))
- Communist Party of India
- Revolutionary Socialist Party
- All India Forward Bloc
- Samajwadi Party
- Revolutionary Communist Party of India
- Marxist Forward Bloc
- Democratic Socialist Party
- Biplobi Bangla Congress
- Workers Party of India

## Tripura Left Front
In Tripura sind folgende Parteien Teil der Left Front:
- Communist Party of India (Marxist)
- Communist Party of India
- Revolutionary Socialist Party
- All India Forward Bloc

## Quelle
- Die indischen Kommunisten von Eric Töpfer auf suedasien.info, abgerufen am 9. April 2013